# 그린 베이-티티랑이 유나이티드 SC
그린 베이-티티라이 유나이티드 SC(Green Bay-Titirangi United Soccer Club)는 뉴질랜드 웨스트 오클랜드의 축구단이었다.
1978년과 1982년 사이에 그리고 1988년과 1997년 사이에 다시 노던 리그의 하위 리그에 참가했지만 큰 성공을 거두지 못했다.
구단의 가장 유명한 선수는 리즈 유나이티드 FC, 월솔 FC 및 뉴질랜드 나이츠 FC 에서 뛰었던 대니 헤이이다. 그는 또한 뉴질랜드 축구 국가대표팀에도 발탁되었었다.
이후 구단은 1998년 베이 올림픽 FC와 합병하였다.